# Capu Dealului, Gorj
Capu Dealului este un sat în comuna Brănești din județul Gorj, Oltenia, România. Denumirea acestei localități se datorează faptului că în centrul satului se află capătul dealurilor care vin dintre munte și se opresc la râul Gilort care mai are foarte puțin până la vărsarea în râul Jiu.
 Acest articol despre o localitate din județul Gorj este deocamdată un ciot. Puteți ajuta Wikipedia prin completarea lui.